# Olethrius villosus
Olethrius villosus là một loài bọ cánh cứng trong họ Cerambycidae.